# Wolfgang Feindt
Wolfgang Feindt (* 10. Mai 1964 in Mönchengladbach; † 27. September 2024) war ein deutscher Redakteur beim ZDF und als Executive Producer und Filmproduzent tätig.

## Leben
Wolfgang Feindt studierte Theaterwissenschaft an der Justus-Liebig-Universität Gießen und danach Kulturmanagement an der Hochschule für Musik und Theater Hamburg. Seit 1996 war er Redakteur beim ZDF. Sein Schwerpunkt waren deutsche Serien und internationale Koproduktionen. Zu seinen betreuten Projekten gehörten die mit dem International Emmy Award ausgezeichneten Reihen der Stieg Larsson-Millennium-Trilogie und die Serie Kommissarin Lund – Das Verbrechen.
Feindt starb 2024 im Alter von 60 Jahren und wurde auf dem Kölner Melaten-Friedhof bestattet.

## Filmografie (Auswahl)
- 1998: Lisa Falk – Eine Frau für alle Fälle (Fernsehserie)
- 2006–2018: Kommissar Beck – Die neuen Fälle (Fernsehreihe)
- 2007–2019: Der Kommissar und das Meer (Fernsehreihe)
- 2009: Verdammnis (Flickan som lekte med elden)
- 2009: Vergebung (Luftslottet som sprängdes)
- 2009–2012: Kommissarin Lund – Das Verbrechen (Forbrydelsen, Fernsehserie)
- 2009–2024: Marie Brand (Fernsehreihe)
- 2010: Nordlicht – Mörder ohne Reue (Fernsehreihe)
- 2010–2021: Spuren des Bösen (Fernsehreihe)
- 2011–2012: Arne Dahl (Miniserie)
- 2011–2018: Die Brücke – Transit in den Tod (Broen, Fernsehserie)
- 2011–2020: Kommissarin Lucas (Fernsehreihe)
- 2014: Schändung (Fasandræberne)
- 2016–2018: Springflut (Fernsehserie)
- 2019: Countdown Copenhagen (Gidseltagningen, Fernsehserie)
- 2021: Tod von Freunden (Miniserie)
- 2021: Trapped – Gefangen in Island (Fernsehserie)
- 2021–2023: Landkrimi (Fernsehserie)
- 2022: The Chelsea Detective (Fernsehreihe)
- 2022: Vienna Blood (Fernsehreihe)
- 2022–2024: Dan Sommerdahl (Fernsehreihe)
- 2023: Kabul  (Fernsehreihe)
- 2023: Weiss & Morales (Miniserie)